# 11465 Fulvio
11465 Fulvio este o planetă minoră (asteroid), cu un diametru de 12,556 km, din centura de asteroizi. A fost descoperită pe 2 martie 1981 la Observatorul Siding Spring de Schelte J. Bus și a fost numită după Daniele Fulvio⁠(d). 
Obiectul prezintă o orbită caracterizată de o semiaxă mare de 3,1016189 UAi, o excentricitate de 0,03, o înclinație de 20,5447 ° în raport cu ecliptica.